# 旋衡風

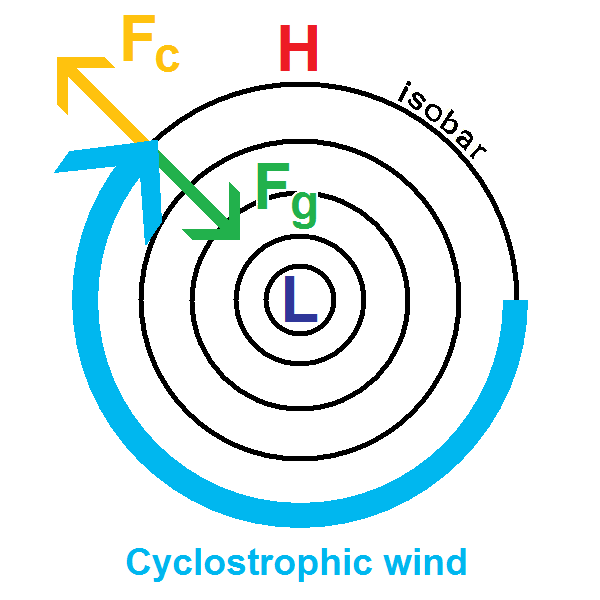
旋衡風と2力のバランス。Fc:遠心力、Fg:気圧傾度力。

旋衡風（せんこうふう、cyclostrophic wind）とは、気圧傾度力と遠心力の釣り合いの結果生じる理論上の風のこと。コリオリの力を無視できるくらいの小さなスケールの現象に適用される。例えば竜巻や塵旋風（つむじ風）などは旋衡風に近い

## 旋衡風のメカニズム
分かりやすい例えとして、気圧傾度力を重力に置き換え、ルーレットで回転する球の動きを考えてみる。緩い角度で深くなる円錐形をしたルーレット上では、円形に球が回転している。この球には、時計回りなら進行方向に直角な左側、反時計回りなら進行方向に直角な右側に、遠心力が働く。一方、この球には常に円錐の中心部に向かう重力が掛かっている。摩擦力を無視して、この2力が釣り合うと、ルーレット上の球は真円を描いて延々と回転し続ける。この重力を気圧傾度力に置き換えると、理論上の旋衡風と同じになる。
遠心力Fc、気圧傾度力Fpgとすると、旋衡風は以下のように釣り合う。
{\displaystyle F_{c}=F_{pg}\,}
気圧傾度力{\displaystyle {\frac {1}{\rho }}{\frac {\partial p}{\partial r}}}とコリオリ力{\displaystyle fv\,}・遠心力{\displaystyle {\frac {v^{2}}{r}}}の合力が釣り合う傾度風の式から導出すると、以下のようになる。
{\displaystyle 0={\frac {1}{\rho }}{\frac {\partial p}{\partial r}}+fv+{\frac {v^{2}}{r}}}
上式において遠心力がコリオリの力よりも十分に大きい、つまり{\displaystyle fv\ll {\frac {v^{2}}{r}}}が成り立つ場合、
{\displaystyle 0={\frac {1}{\rho }}{\frac {\partial p}{\partial r}}+{\frac {v^{2}}{r}}}
が近似的に成り立つ。

## 回転方向
気圧傾度力は、気圧の高い方から低い方に向かって、等圧線に直角な方向に働く。また遠心力は、回転する風に対してその進行方向に直角で、かつ回転の中心とは逆の方向に働く。地衡風とは異なり、旋衡風においては回転の方向は任意である。つまり、時計回り・反時計回り両方の風があり特定の向きには偏らない。ただし、スケールの小さな旋衡風では、他の条件の影響である程度の傾向が出てきて偏ることがある。例えば、北半球の竜巻は、時計回りもあるが反時計回りの方が多い傾向にある。これは、竜巻の親雲がコリオリの力を受けて反時計回りの回転をしていることなどが主な要因と見られている。ただし、時計回りの竜巻も確実に存在しており、その影響は打ち消される場合も多々あると考えられる。

## 外力の必要性
旋衡風は、単なる水平方向の強風では生じにくい。水平方向には、スケールが小さくかつ大きな気圧傾度力が生まれないためである。旋衡風が発生するためには、他の何らかの外力が必要となる。実際の旋衡風でこの外力の役割を負っていると考えられているのが、上昇気流である。地上付近に偶然生じた（水平面で）回転性の風に、上昇気流による上からの吸引力が加えられると、気圧傾度力が急激に高まるとともに、回転性の風の直径が急速に小さくなって遠心力が増大し、コンパクトな旋衡風が形成される。このような外力が加わる持続時間はふつう、数秒～数十分に限られるので、旋衡風の持続時間もこの程度である。
竜巻や塵旋風では、水平方向に回転軸をもった縦長の渦巻きが形成される。ただ、地上・海上付近では、旋衡風の2力に加えて摩擦力が大きくなるため、遠心力が打ち消されて、回転性の低い単なる収束風に近い風が吹く。この収束風は風速が早く、周囲の空気を急速に吸い込んで上昇気流を支えることとなる。